# Jean-Jérôme Baugean
Jean-Jérôme Baugean, né à Marseille le 18 juin 1764 et mort en 1819, est un peintre, dessinateur et graveur français.

## Biographie
Il travaille d'abord à Marseille et en Italie avant de s'installer à Paris, où il devient graveur du Roi sous la Restauration.
Il prend part aux expositions de Paris de 1806 à 1812, notamment avec Embarquement de Napoléon Ier à bord du Bellérophon, L'Entrée du vieux port de Toulon, Le Port de Civita Vecchia et Le Port de La Ciotat.

## Œuvres

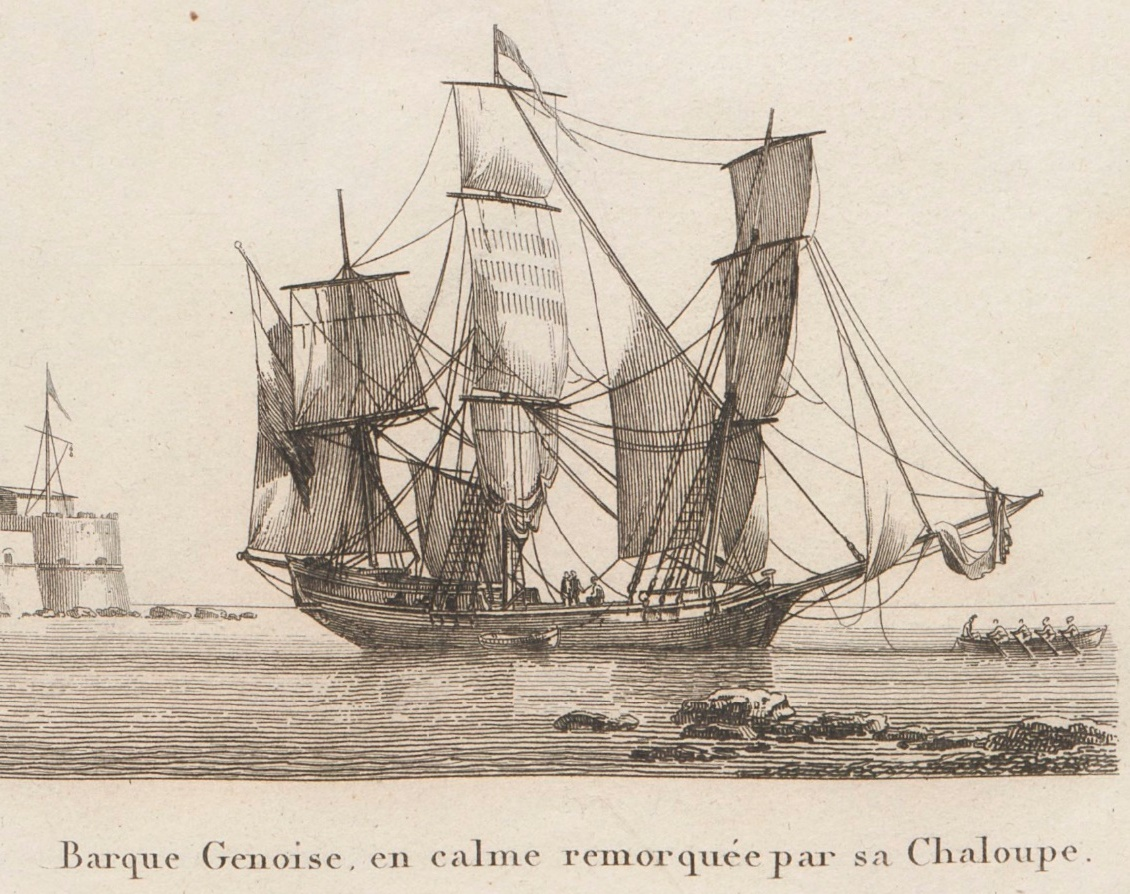
Barque génoise remorquée par sa chaloupe (début du XIXe siècle).

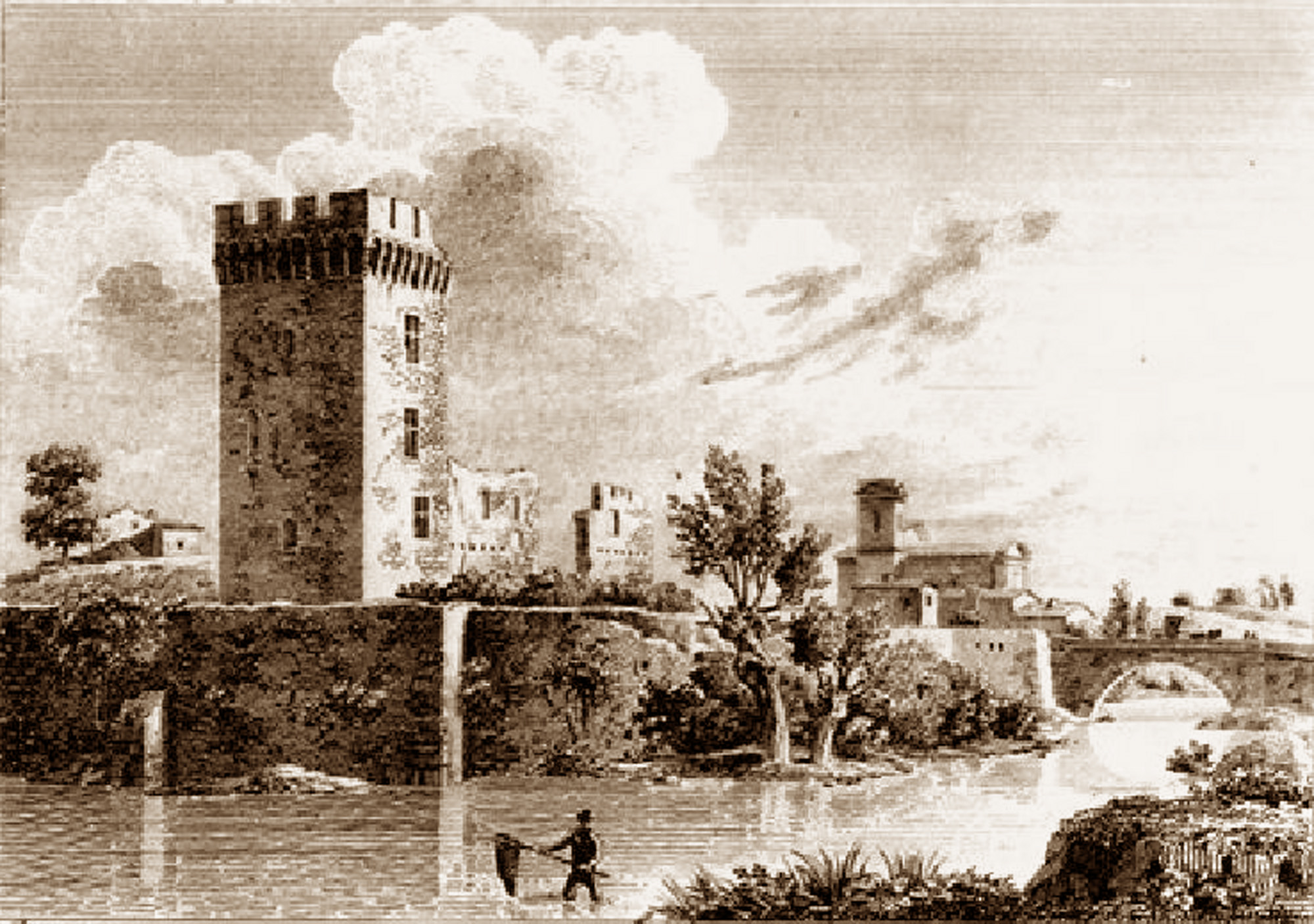
Le palais des papes de Sorgues (1817, Bibliothèque nationale).

Jean-Jérôme Baugean est un peintre d'histoire, de paysages portuaires, de marines, et est également aquarelliste, graveur et dessinateur.

### Peintures
- Embarquement de Napoléon Ier à bord du Bellérophon[2]
- L'Entrée du vieux port de Toulon[2]
- Le Port de Civita Vecchia[2]
- Le Port de La Ciotat[2]

### Estampes
- Paysage de marine, d'après un dessin de Simon Mathurin Lantara[3]
- Paysage à la grotte, d'après un dessin de Simon Mathurin Lantara[3]
- Vue du château de Nemours, département de Seine-et-Marne, 14 x 18 cm, d'après un dessin de Jean-Charles de Veze. Nemours, Château-Musée, 1908.62.1